# Polnische Eishockeynationalmannschaft der Frauen
Die polnische Eishockeynationalmannschaft der Frauen ist die nationale Eishockey-Auswahlmannschaft Polens im Fraueneishockey.

## Geschichte
Die polnische Frauen-Eishockeynationalmannschaft nahm erstmals 2011 an einer Weltmeisterschaft teil. In der Division V, der sechsten WM-Leistungsstufe bei den Frauen, trafen die Polinnen auf Bulgarien, Irland, Spanien und die Türkei. Mit vier Siegen in vier Spielen konnte sich Polen durchsetzen und erreichte auf Anhieb den Aufstieg in die Division IV. Aufgrund der Absage mehrerer Mannschaften, spielten sie im Folgejahr in der höheren Division II B, wobei sie noch einen Aufstieg schafften. Sie setzten sie sich wieder ohne Niederlage in der Division IIB gegen Spanien, Südkorea, Island, Belgien und Südafrika durch.

## Platzierungen bei Weltmeisterschaften
- 2011 – 30. Platz (1. Platz Division V)
- 2012 – 27. Platz (1. Platz Division IIB)
- 2013 – 25. Platz (5. Platz Division IIA)
- 2014 – 24. Platz (4. Platz Division IIA)
- 2015 – 24. Platz (4. Platz Division IIA)
- 2016 – 21. Platz (1. Platz Division IIA)
- 2017 – 20. Platz (6. Platz Division IB)
- 2018 – 21. Platz (6. Platz Division IB)
- 2019 – 19. Platz (3. Platz Division IB)
- 2020 und 2021 – keine Austragung wegen der COVID-19-Pandemie
- 2022 – 17. Platz (2. Platz Division IB)
- 2023 – 18. Platz (2. Platz Division IB)
- 2024 – 22. Platz (6. Platz Division IB)
- 2025 – 24. Platz (2. Platz Division IIA)